# Стрюпас, Ромас
Ро́мас Стрю́пас (лит. Romas Striupas; 22 декабря 1886 (3 января 1887), деревня Стяпоняй, ныне Рокишкского района — 8 сентября 1934, Каунас) — литовский писатель.

## Биография
Учился в фельдшерском училище в Сызрани. За распространение литовской печати был приговорён к году тюремного заключения. Служил фельдшером в российской армии.
С 1920 фельдшер в каунасской больнице. Сотрудничал в ряде литовских периодических изданиях. Утонул в Немане.

## Творчество
Писал дидактические рассказы и афоризмы. Печатался в таких изданиях, как „Šaltinėlis“, „Rygos garsas“, „Pradai ir žygiai“, „Gaisai“. Издал сборники афоризмов «Голодные мысли» („Alkanos mintys“, 1929), рассказов и аллегорий «Человек человеку» („Žmogus žmogui“, 1924), «Святая ночь» („Šventoji naktis“, 1931), «Тринадцать апостолов» („Trylika apaštalų“, 1933).
Рассказы переводились на латышский и русский языки.